# Artur Reichmann
Artur Reichmann (* 21. April 1902 in Unterwilden, Kreis Siegen-Wittgenstein; † 26. Januar 1930 in Siegen) war ein deutscher Langstreckenläufer.

## Leben
Sein Langstreckentraining begann schon in Kinderjahren, als er in Betzdorf das Gymnasium besuchte und nicht selten den weiten Weg im Dauerlauf zurücklegte. Nach Erreichen der Obersekundareife besuchte er das Landwirtschaftliche Technikum im Münster, wo er 1922 das Abschlussexamen bestand. Es folgten drei Jahre als Gutsverwalter in der Nähe von Langendreer, und in diese Zeit fiel seine erste Westdeutsche Waldlaufmeisterschaft.
Sein großer sportlicher Aufstieg begann nach 1925, als er in seine Siegerländer Heimat zurückkehrte, sich hier der damals in der Blüte stehenden Leichtathletikabteilung der Sportfreunde Siegen anschloss und als Verlagsangestellter bei der Siegener Zeitung Beschäftigung fand.
Bei den deutschen Kampfspielen (die ab 1922 im Turnus von vier Jahren ausgetragen wurden und ein ähnliches Programm wie die Olympischen Spiele umfassten) 1926 in Köln gewann Reichmann den Marathonlauf in einer Zeit von 2:58:29,9 h und einem Vorsprung von fast vier Minuten gegen 56 Konkurrenten.
Am 22. August 1926 gewann Reichmann in Braunschweig in der neuen deutschen Rekordzeit von 2:41:12,0 h den deutschen Marathontitel mit einem Vorsprung von 1200 Metern bzw. fast sieben Minuten Zeitunterschied zum Zweitplatzierten.
Reichmann sollte jedoch nicht einmal seinen 30. Geburtstag erleben. Am 26. Januar 1930 verstarb er im Alter von 27 Jahren im Siegener Marienkrankenhaus an Leukämie.
In seiner Heimatgemeinde Wilden ist der Sportplatz nach ihm benannt.